# Chiesa di San Francesco (Narni)
La chiesa di San Francesco è una chiesa di Narni.

## Storia
Fu costruita dopo la morte del Santo nel 1226, nel luogo in cui aveva dimorato San Francesco nel 1213. Qui infatti san Francesco vi rimase alcuni giorni, chiamato dal vescovo Ugolino ed operando alcuni miracoli come la guarigione di un paralitico, la restituzione della vista ad una non vedente, la liberazione di una indemoniata. La costruzione, voluta dai cittadini di Narni in segno di riconoscenza al santo, si protrasse fino al XIV secolo.

## Descrizione
La facciata è semplice e rettangolare. Ha un portale del trecento. Sul frontone c’era un rosone, sostituito da un finestrone nel XVII secolo.
L'interno della chiesa è in stile romanico. Consiste in tre navate, divise da pilastri cilindrici che sostengono delle arcate a tutto sesto. La navata centrale è coperta da volta a capriate lignee, mentre l’abside è scandito in cinque spicchi da costoloni che partendo dal punto centrale del catino absidale non giungono fino a terra, ma si arrestano a livello delle mura.
La chiesa è ricca di affreschi per lo più trecenteschi, ma anche quattrocenteschi e cinquecenteschi, sia sui pilastri che nelle cinque cappelle, che si aprono su ogni lato delle navate laterali.

### La Cappella Eroli
Fra le cappelle, entrando sulla destra, si trova la Cappella Eroli, caratteristica per l'architettura ed importante per la decorazione quattrocentesca. La cappella ha infatti una curiosa disposizione, non del tutto perpendicolare rispetto a quella della chiesa, a causa di mura ricurve (soprattutto quelle di sinistra) che curvano progressivamente verso destra l’asse maggiore della cappella, e conferiscono alle due campate ampiezza diversa e alle due volte a crociera una conformazione dissimile.
L'ambiente è decorato con affreschi raffiguranti alcuni episodi della vita di San Francesco e di San Bernardino da Siena sulle quattro lunette laterali (due a destra e due a sinistra) probabilmente dopo il 1461, dal pittore Pier Antonio Mezzastris, che firma il ciclo intero su un gradino dell'affresco con il Sogno di Innocenzo III. Il committente è un membro della potente famiglia narnese degli Eroli, probabilmente il cardinale Berardo Eroli.
Sulla parete destra troviamo:
- L’incontro tra san Francesco e san Domenico
- L’approvazione della regola da parte di papa Onorio III
- Il sogno di papa Innocenzo III
- La cacciata dei diavoli da Arezzo

Su quella sinistra:
- San Francesco che effettua la prova del fuoco di fronte al sultano d'Egitto
- La predica agli animali di san Francesco
- San Bernardino che guarisce una giovane paralitica
- L'incontro tra san Bernardino e papa Celestino V

Il ciclo di affreschi rappresenta le storie di san Francesco e del frate francescano osservante san Bernardino da Siena e si distingue per la scelta di episodi particolari delle vite dei due santi. L’interpretazione data dagli studiosi è quella di un profondo significato politico che il committente, probabilmente il cardinale narnese Berardo Eroli, ha voluto imprimere al ciclo decorativo, volendo conferire a quest'ultimo un messaggio di pacificazione e riconciliazione tra i vari livelli della Chiesa cattolica (Vignoli 2006, pp. 193-217): "Una concordia auspicata all'interno dell'ordine dei frati Minori tra le varie anime del francescanesimo (Conventuali, Osservanti, Spirituali e Clareni), simboleggiata dal significativo gesto della stretta di mano nella rara scena dell'Incontro tra san Bernardino e Celestino V; tra i due ordini mendicanti più popolari del tempo, Francescani e Domenicani che, dopo le dispute degli anni 1461-62, si riuniscono nell'Abbraccio tra Francesco e Domenico di fronte alla Basilica di San Pietro a Roma. Una pacificazione generale all'interno della Chiesa, indispensabile per raggiungere quell'unione religiosa che non deve essere in alcun modo minata dall'azione 'corrosiva' degli eretici (Cacciata dei diavoli) e che è necessaria alla lotta contro gli infedeli, rappresentata dalla coraggiosa azione di Francesco nella Prova del fuoco davanti al sultano" (cit. da Vignoli 2006, p. 210).
Dalla cappella proviene la statua lignea di San Bernardino da Siena del Vecchietta, del 1460-1464 circa, oggi al Museo Nazionale del Bargello di Firenze, al quale era stata venduta dalla congregazione di carità del brefotrofio di Narni, erede della Confraternita di San Bernardino che l'aveva commissionata

### Cappella di San Giuseppe
Al termine della navata destra si trova questa cappella, con decorazione cinquecentesca, che fu sacrestia dei frati conventuali fino al 1570, quando fu concessa in uso alla confraternita di San Giuseppe. Fu affrescata su commissione di quest’ultima da Alessandro Torresani dopo il 1570 con scene raffiguranti l’Annunciazione, l’Adorazione del Bambino, l’Adorazione dei Magi, la Discesa della colomba su san Giuseppe, la Visitazione, le Nozze di Cana, il Redentore, San Giuseppe e un gruppo di uomini, Maria e le vergini sue compagne. Gli affreschi si dispiegano in sei grandi riquadri, inquadrati da una struttura architettonica dipinta che corre lungo tutto il perimetro della cappella, corredata da cariatidi, festoni di frutta e angioletti. Sulla parete di fondo si apre una porta affiancata dalle immagini di san Pietro e san Paolo. La volta a botte è dipinta con un cielo stellato, con al centro la figura del Salvatore mentre agli angoli troviamo i quattro Evangelisti.
Nell’abside troviamo una grande finestra a trifora con una vetrata istoriata su due registri: il registro superiore raffigura San Francesco con i protomartiri francescani; quello inferiore lo Speco di Narni, S. Giovenale e la piazza dei Priori.

## Galleria d'immagini

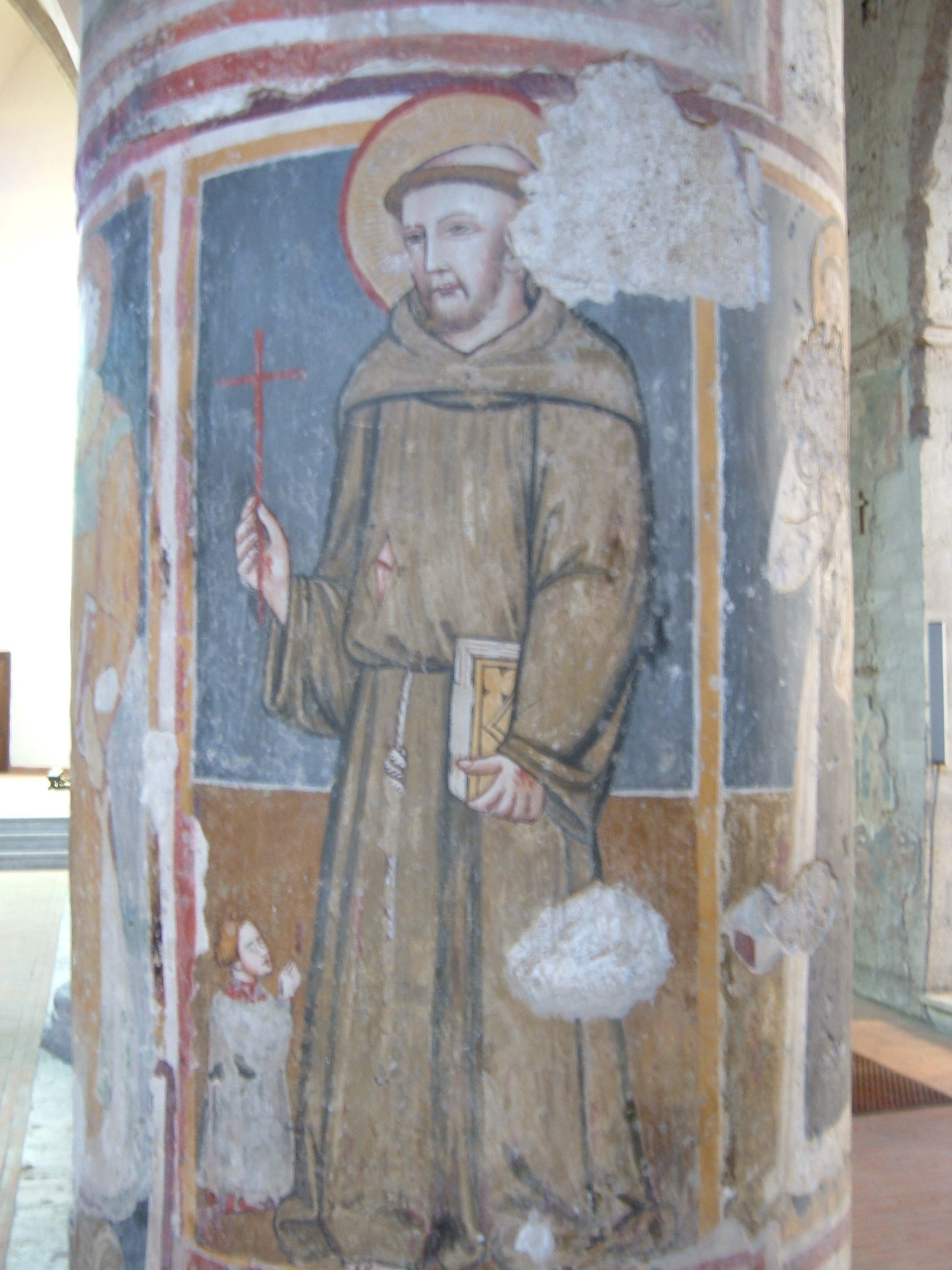
Particolare di una colonna affrescata
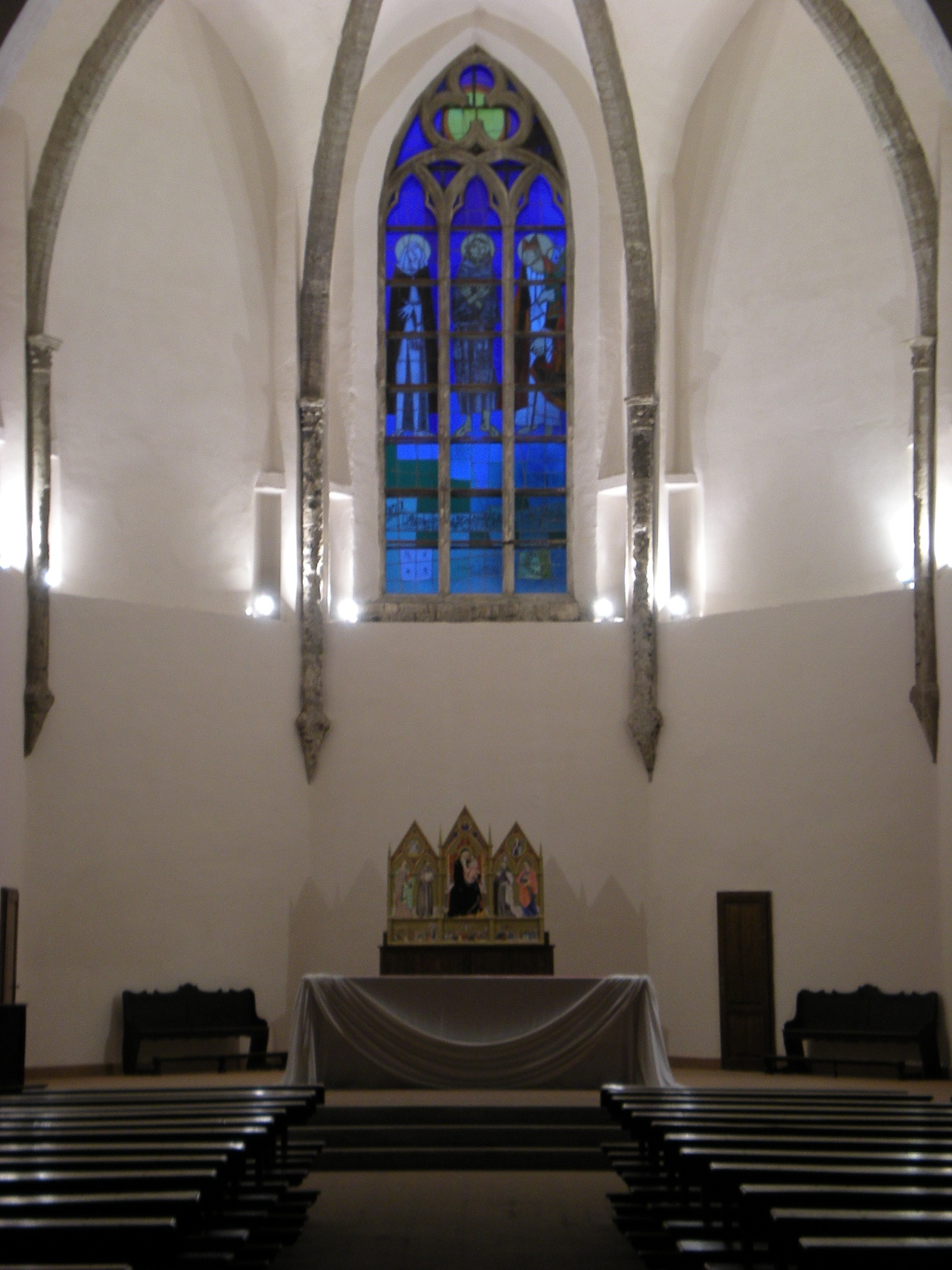
Navata centrale ed altare